# Muntele Cacovei
Muntele Cacovei – wieś w Rumunii, w okręgu Kluż, w gminie Băișoara. W 2011 roku liczyła 115 mieszkańców.